# Flebologie
Flebologie is het onderdeel van het medisch specialisme dermatologie dat zich bezighoudt met diagnostiek en behandeling van spataderen, oedeem of vocht in de benen, ulcus cruris (open been) en overige dermatologische aandoeningen van het been.
Spataderbehandeling:
- elastische kousen
- scleroscompressietherapie (wegspuiten van oppervlakkige spataderen)
- echosclerose (wegspuiten van grotere, dieper gelegen spataderen)
- ambulante flebectomie volgens Muller (operatief verwijderen van spataderen)
- Celon RFITT-methode (endoveneuze radiofrequente behandeling van spataderen)

Oedeembehandeling:
- zwachtelen
- manuele lymfedrainage
- intermitterende pneumatische compressietherapie